# Eerste klasse amateurs 2016-17 (voetbal België)
Het seizoen 2016/17 van de Belgische Eerste klasse amateurs ging van start in september 2016 en eindigde in mei 2017. Daarna werden nog eindrondes voor promotie naar Eerste klasse B en degradatie naar Tweede klasse amateurs afgewerkt. De competitie telde 16 ploegen.
De nieuwe competitie werd samengesteld uit volgende teams:
- Teams die degradeerden uit de voormalige Tweede klasse
- Teams die promoveerden uit de voormalige Derde klasse

## Gedegradeerde teams
Deze teams waren gedegradeerd uit de Tweede klasse voor de start van het seizoen:
- R. White Star Bruxelles (1e) (degradatie naar Eerste klasse amateurs wegens ontbreken licentie betaald voetbal)
- KFC Dessel Sport (10e)
- RFC Seraing (11e)
- R. Excelsior Virton (12e)
- AS Verbroedering Geel (13e)
- KMSK Deinze (14e)
- K. Patro Eisden Maasmechelen (15e)
- KSK Heist (16e)
- KVV Coxyde (17e)

## Gepromoveerde teams
Deze teams promoveerden voor aanvang van het seizoen uit de Derde klasse:
- KFC Vigor Wuitens Hamme (kampioen 3A)
- KFCO Beerschot Wilrijk (kampioen 3B)
- KSV Oudenaarde (3e 3A)
- KFC Oosterzonen Oosterwijk (2e 3B)
- FCV Dender EH (winnaar eindronde 3A)
- R. Sprimont Comblain Sport (winnaar eindronde 3B)
- K. Sporting Hasselt (eindronde 3A+B)

## Promoverende teams
Deze teams promoveerden naar Eerste klasse B aan het einde van het seizoen:
- KFCO Beerschot Wilrijk (kampioen en enige deelnemer aan eindronde met licentie voor 1B)

## Degraderende teams
Deze teams degradeerden naar Tweede klasse amateurs aan het einde van het seizoen:
- K. Sporting Hasselt (13e, verlies in eindronde)
- KVV Coxyde (14e)
- R. White Star Bruxelles (15e)
- R. Sprimont Comblain Sport (16e)

## Clubs
| # kaart | Stam- nummer | Club                         | Plaats              |
| ------- | ------------ | ---------------------------- | ------------------- |
| 1       | 81           | KSV Oudenaarde               | Oudenaarde          |
| 2       | 155          | KFCO Beerschot Wilrijk       | Antwerpen           |
| 3       | 167          | RFC Seraing                  | Seraing             |
| 4       | 200          | R. Excelsior Virton          | Virton              |
| 5       | 211          | KFC Vigor Wuitens Hamme      | Hamme               |
| 6       | 260          | R. Sprimont Comblain Sport   | Sprimont            |
| 7       | 606          | KFC Dessel Sport             | Dessel              |
| 8       | 818          | KMSK Deinze                  | Deinze              |
| 9       | 1934         | KVV Coxyde                   | Koksijde            |
| 10      | 2169         | AS Verbroedering Geel        | Geel                |
| 11      | 2948         | KSK Heist                    | Heist-op-den-Berg   |
| 12      | 3245         | K. Sporting Hasselt          | Hasselt             |
| 13      | 3434         | K. Patro Eisden Maasmechelen | Maasmechelen        |
| 14      | 3900         | FCV Dender EH                | Denderleeuw         |
| 15      | 3970         | KFC Oosterzonen Oosterwijk   | Oosterwijk          |
| 16      | 5750         | R. White Star Bruxelles      | Sint-Jans-Molenbeek |

## Klassementen

### Reguliere competitie
| Pos | Team                         | Wed | W  | G | V  | Ptn | DV | DT | +/− | Kwalificatie of degradatie               |
| --- | ---------------------------- | --- | -- | - | -- | --- | -- | -- | --- | ---------------------------------------- |
| 1   | KFCO Beerschot Wilrijk       | 30  | 26 | 2 | 2  | 80  | 63 | 16 | +47 | Kwalificatie voor Play-off voor promotie |
| 2   | KFC Dessel Sport             | 30  | 20 | 6 | 4  | 66  | 68 | 28 | +40 | Kwalificatie voor Play-off voor promotie |
| 3   | R. Excelsior Virton          | 30  | 19 | 2 | 9  | 59  | 63 | 30 | +33 | Kwalificatie voor Play-off voor promotie |
| 4   | KSK Heist                    | 30  | 16 | 3 | 11 | 51  | 61 | 42 | +19 | Kwalificatie voor Play-off voor promotie |
| 5   | FCV Dender EH                | 30  | 15 | 5 | 10 | 50  | 53 | 43 | +10 |                                          |
| 6   | KMSK Deinze                  | 30  | 14 | 6 | 10 | 48  | 46 | 34 | +12 |                                          |
| 7   | RFC Seraing                  | 30  | 14 | 6 | 10 | 48  | 42 | 36 | +6  |                                          |
| 8   | AS Verbroedering Geel        | 30  | 13 | 5 | 12 | 44  | 53 | 44 | +9  |                                          |
| 9   | KSV Oudenaarde               | 30  | 12 | 4 | 14 | 40  | 41 | 43 | −2  |                                          |
| 10  | K. Patro Eisden Maasmechelen | 30  | 11 | 5 | 14 | 38  | 37 | 45 | −8  |                                          |
| 11  | KFC Vigor Wuitens Hamme      | 30  | 9  | 8 | 13 | 35  | 52 | 59 | −7  |                                          |
| 12  | KFC Oosterzonen Oosterwijk   | 30  | 8  | 7 | 15 | 31  | 32 | 44 | −12 |                                          |
| 13  | K. Sporting Hasselt          | 30  | 6  | 8 | 16 | 26  | 29 | 48 | −19 | Kwalificatie voor Eindronde degradatie   |
| 14  | KVV Coxyde                   | 30  | 6  | 4 | 20 | 22  | 27 | 81 | −54 | Degradatie naar Tweede klasse amateurs   |
| 15  | R. White Star Bruxelles      | 30  | 4  | 8 | 18 | 20  | 23 | 66 | −43 | Degradatie naar Tweede klasse amateurs   |
| 16  | R. Sprimont Comblain Sport   | 30  | 4  | 7 | 19 | 19  | 30 | 61 | −31 | Degradatie naar Tweede klasse amateurs   |

## Eindronde

### Play-off voor promotie
De teams die op plaatsen 1 tot 4 eindigden kwalificeerden zich voor de Play-off voor promotie. De punten van de teams werden gehalveerd. Elke team speelde tweemaal tegen elkaar. De winnaar werd kampioen van Eerste klasse amateurs en promoveerde naar Eerste klasse B.
Speeldag 1
| Datum      | Wedstrijd                                    | Uitslag |
| ---------- | -------------------------------------------- | ------- |
| 06/05/2017 | KFCO Beerschot Wilrijk - R. Excelsior Virton | 3-1     |
| 07/05/2017 | KFC Dessel Sport - KSK Heist                 | 2-1     |

Speeldag 2
| Datum      | Wedstrijd                              | Uitslag |
| ---------- | -------------------------------------- | ------- |
| 10/05/2017 | R. Excelsior Virton - KFC Dessel Sport | 2-3     |
| 10/05/2017 | KSK Heist - KFCO Beerschot Wilrijk     | 1-5     |

Speeldag 3
| Datum      | Wedstrijd                                 | Uitslag |
| ---------- | ----------------------------------------- | ------- |
| 13/05/2017 | KFC Dessel Sport - KFCO Beerschot Wilrijk | 1-2     |
| 13/05/2017 | R. Excelsior Virton - KSK Heist           | 3-2     |

Speeldag 4
| Datum      | Wedstrijd                                 | Uitslag |
| ---------- | ----------------------------------------- | ------- |
| 17/05/2017 | KFCO Beerschot Wilrijk - KFC Dessel Sport | 4-0     |
| 17/05/2017 | KSK Heist - R. Excelsior Virton           | 2-3     |

Speeldag 5
| Datum      | Wedstrijd                                    | Uitslag |
| ---------- | -------------------------------------------- | ------- |
| 20/05/2017 | R. Excelsior Virton - KFCO Beerschot Wilrijk | 2-0     |
| 20/05/2017 | KSK Heist - KFC Dessel Sport                 | 2-2     |

Speeldag 6
| Datum      | Wedstrijd                              | Uitslag |
| ---------- | -------------------------------------- | ------- |
| 27/05/2017 | KFC Dessel Sport - R. Excelsior Virton | 0-0     |
| 27/05/2017 | KFCO Beerschot Wilrijk - KSK Heist     | 2-2     |

### Eindstand
| Pos | Team                   | Wed | W | G | V | Ptn | DV | DT | +/− | Kwalificatie of degradatie    |
| --- | ---------------------- | --- | - | - | - | --- | -- | -- | --- | ----------------------------- |
| 1   | KFCO Beerschot Wilrijk | 6   | 4 | 1 | 1 | 53  | 16 | 7  | +9  | Promotie naar Eerste klasse B |
| 2   | KFC Dessel Sport       | 6   | 2 | 2 | 2 | 41  | 8  | 11 | −3  |                               |
| 3   | R. Excelsior Virton    | 6   | 3 | 1 | 2 | 40  | 11 | 10 | +1  |                               |
| 4   | KSK Heist              | 6   | 0 | 2 | 4 | 28  | 10 | 17 | −7  |                               |

### Degradatie-eindronde
K. Sporting Hasselt, dat 13e eindigde, kwalificeerde zich voor de degradatie-eindronde. Daarin nam het het op tegen drie teams uit Tweede klasse amateurs.